# Австро-Венгерская полярная экспедиция
Австро-Венгерская полярная экспедиция — арктическая экспедиция по поиску Северо-Восточного прохода, совершённая в 1871—1874 годах под руководством Юлиуса Пайера и Карла Вайпрехта. В ходе экспедиции был открыт и частично исследован архипелаг Земля Франца-Иосифа. Участники экспедиции были спасены русской промысловой шхуной «Святой Николай» под командованием Ф. И. Воронина, доставившей их в норвежский Вардё.

## Предпосылки
В России со второй половины XIX века предполагалось наличие неисследованных земель между Новой Землёй и Шпицбергеном, однако из-за недостатка средств русская экспедиция не состоялась.
В конце 1860-х годов, в Австро-Венгрии, Юлиусом Пайером и Карлом Вейпрехтом был предложен план масштабной экспедиции для исследования области к северо-востоку от Новой Земли, которая в то время была неизученной. Сумев убедить нескольких богатых лиц среди австро-венгерской знати в важности исследования, они собрали необходимые средства.

## Цель экспедиции
Целью экспедиции было нахождение Северо-Восточного прохода между Тихим и Атлантическим океанами. В планах было совершение путешествия из Норвегии в Америку за 2,5 года.
В своей записке начальникам экспедиции Австрийское географическое общество о целях сообщало:
«При благоприятных условиях льда надлежит пройти с запада до Берингова пролива и вернуться через него. Достижение возможно большей широты является вопросом второстепенным и рекомендуется при исключительно благоприятных условиях. Попытки проникнуть к северному полюсу разрешаются только в том случае, когда достижение Берингова пролива в течение двух зим и трёх летних сезонов окажется неисполненным. Исходной точкой экспедиции назначается северный берег Новой Земли. Следует, насколько возможно, избегать приближения к известным берегам Сибири».
Пайер о задачах экспедиции писал следующее:
«Отдалённую цель, так сказать, идеал нашего путешествия, представлял северо-восточный проход. Ближайшее назначение „Тегетгофа“ — исследование Ледовитого океана и земель к северо-востоку от Новой Земли». Но на северо-восток «Тегетгофу» не удалось проникнуть и на сто миль от Новой Земли. Льды повлекли его далеко на северо-запад в противоположную сторону. В Берингов пролив пройти не удалось, но жалеть об этом экипажу «Тегетгофа» впоследствии не приходилось".

## Финансирование
Общая сумма финансирования составила 175 тысяч флоринов. Из них 40 тысяч флоринов пожертвовал граф Вильчек, император Франц-Иосиф предоставил субвенцию в размере 4 тысяч флоринов, граф Франц фон Сальм передал 20 тысяч флоринов, Географическое общество Вены передало 100 флоринов, Императорско-королевское министерство культуры и образования передало 3 тысячи флоринов. Кроме этого перед IV Всемирной выставкой, проходившей в Вене в 1873 году, было собрано около 12,5 тысяч флоринов.

## Корабль
Для экспедиции на верфях Teklenborg & Beurmann в Бремерхафене в начале 1871 года было построено деревянное судно «Адмирал Тегетгоф». Это была трёхмачтовая шхуна (баркентина) водоизмещением 220 тонн и длиной 38,34 метра. Корабль был оборудован паровой машиной мощностью 100 лошадиных сил, с собой можно было взять 130 тонн угля. На корабле было размещено продовольствие на 2,5—3 года путешествия.

## Команда
В команду вошли 24 человека флота Адриатического моря из разных частей Австро-Венгрии, причём большая часть из Истрии и Далмации — именно там чаще всего набирали людей для австро-венгерского флота. Членами экипажа стали: 9 австрийцев, 1 венгр, 1 чех из Моравии, 1 (предположительно) итальянец и около 12 истрийцев и хорватов — преимущественно из Риеки, Пломина, Ловрана, Бакара, Волоско, Цреса, Мали-Лошиня, Брача, Хвара.
- Карл Вайпрехт — командир экспедиции на время плавания (из Михальштадта)
- Юлиус Пайер — командир экспедиции во время исследования на земле (из Теплице)
- Густав Брош (Gustav Brosch) — первый офицер (из Хомутова, Богемия)
- Эдуард Орель (Eduard Orel) — второй офицер (из Нов-Йичин, Моравия)
- Доктор Юлиуш Кепеш (Dr. Julius Kepes) — судовой врач (из Vari a.d. Theiß, Венгрия)
- Эллинг «Олаф» Карлсен (Elling «Olaf» Carlsen) — гарпунёр, ледовый лоцман (капитан торгового флота в Тромсё)
- Пьетро (Петар) Луисина — боцман, капитан (из Черсо[англ.])
- Антон (Антэ) Весерина (Anton (Ante) Vecerina) — столяр (из Драга около Фиума)
- Отто Крыж (Otto Krisch) — механик, машинист (из Пачлавице[нем.], Моравия)
- Йозеф Поспишил (Josef Pospischil) — пожарный, кочегар (из Пшерова)
- Иоганн Орач (Johann Oratsch) — кок (из Граца)
- Александр Клоц (Alexander Klotz) — проводник по льдам, охотник (из Пассирии[нем.])
- Иоганн Халлер (Johann Haller) — проводник по льдам, охотник (из Пассирии[нем.])[5]

## Ход экспедиции
1872 год

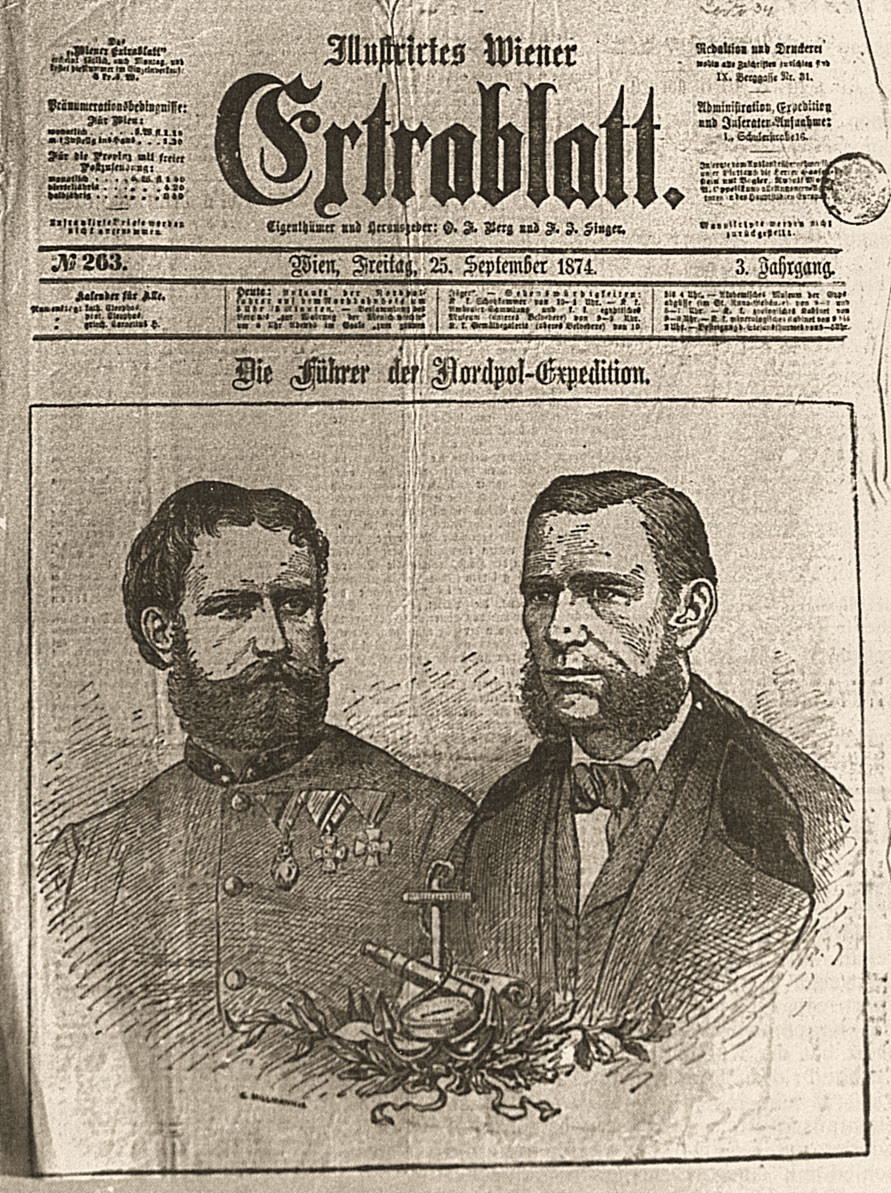
Юлиус Пайер (справа) и Карл Вейпрехт (слева) на обложке издания «Illustriertes Wiener Extrablatt» (25 сентября 1874 года)

13 июня 1872 года «Адмирал Тегетгоф» покинул германский порт Бремерхафен и отправился в Баренцево море.
Тот год был очень ледовитым, и «Адмирал Тегетгоф» был затёрт льдами у западного берега Новой Земли. Осенью корабль вместе со льдами вынесло в открытое море, наступила полярная ночь с штормами и метелями. Сто тридцать суток судно находилось под постоянной угрозой быть раздавленным льдами и пойти ко дну. Почти ежедневно участники экспедиции готовились покинуть судно. «Это были жуткие моменты, когда приходилось одеваться, чувствуя, как дрожат стенки судна, в то время как лёд снаружи трещал и скрипел. Выбегаешь на палубу с котомкой в руках, готовый бросить судно и странствовать — куда, никто из нас не знал. А льдины вокруг продолжали громоздиться одна на другую, влезая на палубу. Ничто не оставалось в покое».
1873 год
Весной, когда льдины вокруг судна смёрзлись в большие поля, ветра и течения отнесли «Тегетгоф» далеко от места, где он был скован льдами: корабль оказался в 250 километрах к северу от Новой Земли, в водах, которые до этого не посещались человеком. Летом ситуация не изменилась, и члены экспедиции начали готовиться ко второй вынужденной зимовке. Однако 30 августа 1873 года было получено подтверждение предположения П. А. Кропоткина о существовании земли на севере Баренцева моря. «Внезапно на севере туман рассеялся совсем и мы увидели очертания скал. А через несколько минут перед нашими глазами во всём блеске развернулась панорама горной страны, сверкавшей своими ледниками». Австрийцы назвали открытую землю Землёй Франца-Иосифа.
Вскоре после этого судно стало относить к югу, и только 1 ноября участникам экспедиции удалось вступить на открытую землю. Первым они посетили остров на юго-востоке Земли Франца-Иосифа, которому дали название Вильчек. Дальнейшее исследование не представлялось возможным до окончания полярной ночи.
1874 год
В начале марта 1874 года от цинги скончался машинист Отто Крыж. Однако этой же весной заболевания прекратились, во многом благодаря удачной охоте на белых медведей: убито было 67 животных.
В начале марта, с восходом солнца, началась подготовка к санной экспедиции. Были открыты и посещены бухта Теплиц на острове Рудольфа, мыс Тегетхофф, ледник Сонклар на острове Галля. Температура на вершине ледника была крайне низкой: термометр показывал ниже минус 50° по Цельсию. Для неподготовленных к таким условиям членов экспедиции ночёвки в палатке в это время были мучительны.
Санная экспедиция состоялась в конце марта. Собак было только три, поэтому сани перетаскивали люди. В этот раз члены экспедиции дошли до крайней северной оконечности Земли Франца-Иосифа, которую назвали мысом Флигели. Пайер не знал, что этот мыс является самой северной точкой архипелага, он полагал, что к северу находится другая земля, которую он назвал Земля Петермана.

### Спасение экспедиции
Не имея данных об экспедиции, правительство Австро-Венгрии через посланника в России ещё весной 1873 года передало воззвание к русским «китоловам и другим мореходцам», намеревающимся отправиться к Новой Земле, подключиться к поискам пропавшей экспедиции и пообещало за достоверные сведения или документы об этом премию 600 р. серебром. По указанию архангельского губернатора объявления в количестве 500 экз. были разосланы полицейским чиновникам всех приморских уездов для распространения между рыбопромышленниками, развешаны на пристанях Архангельска, на пароходах Беломорско-Мурманского срочного пароходства.
В мае Вейпрехт решил бросить затёртый льдами корабль и вернуться на лыжах и на лодках. 14 августа 1874 года участники экспедиции достигли открытого моря, по которому двинулись на 4 шлюпках.
12(24) августа шлюпки австрийской экспедиции встретились с лодкой с В. Евтюховым и И. Клевиным с промысловой русской шхуны «Святой Николай», стоявшей на якоре у становища «Пуховая река» на Новой Земле с 4(16) августа 1874 года. Именно этот пункт был последней надеждой Ю. Пайера, ожидавшего встретить там кого-либо из промысловиков. Если бы не «Святой Николай», экспедиции пришлось бы продолжить плавание на шлюпках сначала вдоль берегов Новой Земли, потом — вдоль материка к западу, в то время как продовольствие было на исходе.
По воспоминаниям Ю. Пайера, русские накормили их олениной, рыбой, хлебом, маслом, угостили водкой. Потом австрийцы посетили другую русскую шхуну, стоявшую неподалеку. К. Вайпрехт и Ю. Пайер договорились с капитаном «Святого Николая» Ф. И. Ворониным о доставке экспедиции в Вардё за 1200 р. серебром и обещая передать три экспедиционных шлюпки из четырех, а также пару ружей Лефоше.
14(26) августа «Святой Николай» взял курс на Норвегию.
По пути шхуна выдержала в море сильный шторм, о котором Пайер написал: «27 и 28 августа море было бурным. Ветер с северо-востока гнал огромные валы прямо на наш корабль. При виде их мы пробовали себе представить, что сталось бы с нами в наших маленьких лодчонках, если бы мы отправились в них этим же путём!»
22 августа (3 сентября) «Святой Николай» доставил экспедицию в г. Вардё. Там первооткрыватели Земли Франца-Иосифа подарили на память русским патроны, жестяные котелки, металлические ложки, а в ответ получили шкуры белых медведей — наиболее ценную часть их добычи на Новой Земле.
Ф. И. Воронин был награждён австрийским правительством «золотым крестом за заслуги с короною» и денежной премией, а В. Евтюхов и И. Клевин получили серебряные кресты. По представлению министра финансов Российской империи император Александр II наградил Воронина серебряной медалью «За усердие» для ношения на шее на Аннинской ленте, а Евтюхову и Клевину «за подвиги человеколюбия» были пожалованы серебряные медали «За спасение погибавших» для ношения на груди на Владимирской ленте. Прочие 7 членов экипажа шхуны, в том числе и 12-летний юнга Степан Клевин, получили «денежные выдачи по 50 руб. на каждого».

## Итоги, значение, память об экспедиции
В 1875 году на 48-й Ассамблее физиков и естествоиспытателей Карл Вейпрехт представил доклад «Основные принципы исследования Арктики». Он высказал идею создания нескольких действующих одновременно полярных станций, проводящих «скоординированные и синхронизированные наблюдения, чтобы предоставить информацию о характеристиках, изменениях и особого характера явлений в пространстве и времени». Предполагалось, что исследования должны проводиться именно на наземных станциях, а не на кораблях. Этот доклад способствовал тому, что в 1879 году на Международном метеорологическом конгрессе была одобрена идея о проведении первого Международного полярного года.
В конце 1970-х годов специалисты Диксонской гидробазы Министерства морского флота СССР нашли письмо Карла Вейпрехта на острове Ламон. Они наткнулись на полуразрушенный каменный гурий, разобрав который, обнаружили деревянный цилиндр, заткнутый пробкой и залитый суриком. В письме, более 100 лет пролежавшем в контейнере, содержалась информация о бедственном положении экспедиции и приводились координаты юго-восточной оконечности архипелага. Листы были обёрнуты в фольгу и восковую бумагу, что способствовало их хорошей сохранности. Письмо было передано гидрографами в Музей Арктики и Антарктики в Ленинграде. Покинув Землю Франца-Иосифа, Юлиус Пайер заявил: «Годы пройдут, а эти негостеприимные берега останутся теми же, и снова воцарится здесь нарушенное нами их великое одиночество… Посещённые нами страны едва ли когда-нибудь окажут материальную пользу человечеству».
В 1990 году состоялась экспедиция на Северный полюс, в ходе которой были посещены места стоянок экспедиций разных стран, состоявшихся в XIX — начале XX века. В том числе состоялось посещение могилы Отто Крыжа, скопирован текст надписи на латунной табличке, прикреплённой к кресту, установленному на могиле. После экспедиции был сделан перевод текста: «Здесь умер Отто Крыж, машинист австрийской экспедиции на паровом судне „Адмирал Тегетгоф“. 18.03.74 г. Прожил 29 лет. Покой душе твоей».
В 2003 году опубликован роман Кристофа Рансмайра «Ужасы льдов и мрака» (нем. Die Schrecken des Eises und der Finsternis). Герой романа решает пройти по маршруту экспедиции. В тексте содержатся фрагменты переписки и дневников участников экспедиции.
Весной 2005 года состоялась австрийско-русская экспедиция по маршруту первооткрывателей.